# Tibouchina maximiliana
Tibouchina maximiliana är en tvåhjärtbladig växtart som först beskrevs av Dc., och fick sitt nu gällande namn av Henri Ernest Baillon. Tibouchina maximiliana ingår i släktet Tibouchina och familjen Melastomataceae. Inga underarter finns listade i Catalogue of Life.